# Florence Ballard
Florence Glenda Ballard Chapman (30. juni 1943 i Detroit, Michigan – 22. februar 1976 i Detroit, Michigan), også kaldet Flo og "Blondie", var en amerikansk sangerinde og et af de oprindelige tre medlemmer af The Supremes. De tre medlemmer af The Supremes delte i gruppens første år rollen som forsanger, men omkring 1966 begyndte Florence Ballard og Mary Wilson at føle sig forbigået af Motown-direktøren Berry Gordy, der ville flytte fokus over på Diana Ross og Ross' solokarriere. Løbende uenigheder førte til at Ballard kom til at lide af depression, ligesom hun fik alkoholproblemer, hvilket var medvirkende faktorer til Gordys beslutning om at fyre Ballard fra The Supremes i juli 1967. Hun blev afløst af Cindy Birdsong.
Efter bruddet med The Supremes forsøgte Ballard sig uden held med en solokarriere i slutningen af 1960'erne. Hun indstillede herefter karrieren og søgte at undgå medieopmærksomhed samtidig med, at hun sagsøgte forskellige personer og virksomheder, der havde været involveret i fyringen fra The Supremes. I midten af 1970'erne så det ud som om, at Ballard havde fået kontrol over sine personlige problemer, og hun begyndte igen at give interviews og optræde offentligt. Hun begyndte ligeledes at modtage behandling for sin alkoholisme. Florence Ballard døde i en alder af 32 år den 22. februar 1976 af en blodprop i hjertet. Hendes død er blevet kaldt "en af rockens største tragedier".

## Tidlig karriere
Florence Ballard startede tidligt med at synge i skolen og i kirken, og Ballard opnåede i en ung alder kontakt til Mary Wilson, som hun begyndte at synge med og de to stillede op i lokale talentkonkurrencer. En lokal musiker, Milton Jenkins, kendt for sit arbejde med mande-gruppen ’’The Primes’’ (der siden blev til The Temptations) blev interesseret i Ballards stemme, og arrangerede i 1959 en audition for medlemmerne af The Primes. Jenkins var imponeret af Ballards stemme, og besluttede, at The Primes skulle have en ”søstergruppe” ved navn The Primettes bestående af Ballard og Betty McGlown. Ballard ønskede dog også Mary Wilson med i gruppen, og kort efter kom Wilson med. Paul Williams fra The Temptations foreslog, at også Diana Ross kom med i gruppen, og Ross blev således det fjerde medlem. I 1960 blev McGlown udskiftet med en anden teenager fra Detroit, Barbara Martin, der dog forlod gruppen igen i 1962. Gruppen var herefter en trio.

## Tiden med The Supremes
I den føste tid med The Supremes delte gruppens medlemmer rollen som forsanger, og Florence Ballard var følgelig forsanger på en række numre. Ballard sang således lead på The Supremes' anden single Buttered Popcorn, der dog blev Ballards eneste lead på en single. Ballard sang dog lead på en række sange på gruppens albums, herunder "Ain't That Good News" fra We Remember Sam Cooke og andet 2. vers på "It Makes No Difference Now" fra The Supremes Sing Country, Western and Pop, samt et par senere udgivne julesange "Silent Night" og "O'Holy Night". Ballard delte rollen som forsanger med Diana Ross på nummeret "Manhattan" på albummet Supremes Sing Rogers and Hart. Ballard sang også oprindeligt nummeret "People" på Broadway musicalen Funny Girl med The Supremes, men Berry Gordy fra Motown besluttede i 1966, at Ross skulle synge nummeret i stedet.
Gordys degradering af Ballard første til en bitter uenighed mellem Ballard og Gordy. Gordy ønskede at gøre Diana Ross til hovedfiguren i The Supremes og i forbindelse hermed ændre gruppens navn til Diana Ross & The Supremes. Sideløbende blev Ballard mere og mere ustabil; hun udeblev fra offentlige optrædener og studieindspilninger. I april 1967 hyrede Gordy i stedet Cindy Birdsong som midlertidig stand-in for Ballard, men allerede måneden efter blev det besluttet, at Birdsong skulle afløse Ballard permanent, men at Ballard "lejlighedsvist" kunne optræde med gruppen. Ballards sidste optræden med gruppen var i slutningen af juni/begyndelsen af juli 1967 under dennes serie af shows på Flamingo Hotel i Las Vegas. Ballards optræden blev dog kort, da hun under det første show viste sin mave frem mellem jakken og bukserne. Gordy blev rasende, og sendte Ballard hjem med det første fly til Detroit. Ballard optrådte aldrig siden med The Supremes.

## Solokarriere og personlig nedtur
Kort efter bruddet med The Supremes giftede Ballard sig i februar 1968 med Thomas Chapman, en tidligere chauffør for Motown, der nu blev hendes personlige manager, og skrev kontrakt med ABC Records i marts 1968. Ballard og hendes rådgivere havde under forhandlingerne med Motown dog accepteret, at Ballard ikke i markedsføringen af sin solokarriere måtte nævne sin fortid som sanger i The Supremes.
Under kunstnernavnet Florence 'Flo' Ballard udgav Ballard singlerne "It Doesn't Matter How I Say It (It's What I Say That Matters)" and "Love Ain't Love", men singlerne floppede, og et planlagt album blev opgivet. Ballard havde herefter en række sporadiske offentlige optrædener, men efter at havde fået tvillinger i oktober 1968 opgav hun at optræde offentligt.
I 1971 sagsøgte hun Motown, som hun mente skyldte hende royalties for tiden med The Supremes, uden at der dog kom noget ud af dette.
Ballard fik yderligere et barn i 1971, og Thomas Chapman forlod hende kort efter. Parrets fælles hus gik på tvangsauktion, og som enlig med tre børn, søgte Ballard offentlig hjælp. Ballards personlige deroute var godt stof i aviserne, og Ballard kom således mod sin vilje i overskrifterne igen.

## Comeback og pludselig død
I 1975 modtog Ballard erstatning for den mangelfulde rådgivning hun havde modtaget i forbindelse under forhandlingerne med Motown om sin frigørelse fra sin kontrakt. Med erstatningen var Ballard i stand til at købe et mindre hus i Detroit, ligesom hun igen fandt sammen med Thomas Chapman. Ballard havde endvidere søgt hjælp til at komme ud af sit alkoholmisbrug, og hun besluttede at gøre et comeback i showbusiness.
Den 25. juni 1975 gjorde hun comeback med pige-rockgruppen ’’The Deadly Nightshade’’ ved en koncert i Detroit. Hendes optræden var en succes, og Ballard modtog en række tilbud om optrædener i interviews og shows. Den 21. februar 1976 blev hun dog indlagt på hospitalet med klager over smerter og følelsesløshed i armene, og allerede dagen efter døde hun af en blodprop i hjertet. Berry Gordy betalte for begravelsen.
I 2002 blev det indspillede soloalbum på ABC Records udgivet under titlen The Supreme Florence Ballard.

## Eftermæle
Florence Ballards skæbne har givet anledning til en række biografier og referencer i populærkulturen, herunder Florence Ballard: Forever Faithful! af Randall Wilson (1999) og Peter Benjaminsons The Lost Supreme: The Life of Dreamgirl Florence Ballard (2008).

## Eksterne links
- Hjemmeside om Florence Ballard drevet af søsteren Maxine Ballard Arkiveret 21. december 2009 hos  Wayback Machine
- Florence Ballard på Allmusic
- Florence Ballard på Discogs
- Florence Ballard på MusicBrainz
- The lost Supreme af Peter Benjaminson Arkiveret 26. oktober 2020 hos  Wayback Machine
- The Supremes på YouTube